# Дао программирования
«Дао программирования» — книга, написанная в 1987 году Джеффри Джеймсом. Написана в виде шутливой пародии на серьёзный стиль классических даосских текстов, таких как Дао Дэ Цзин и Чжуанцзы. Книга состоит из серии коротких анекдотов, разделённых на девять «книг»:
- Безмолвная пустота
- Древние мастера
- Проектирование
- Кодирование
- Сопровождение
- Начальство
- Корпоративная мудрость
- Железо и программа
- Эпилог

Автор поддерживает идеалы хакеров, призывая администраторов не вмешиваться в работу программистов. Его кредо: код должен быть минимален, лаконичен и удобен в обслуживании; корпоративная мудрость — это часто больше, чем просто оксюморон; и тому подобное.
Джеффри Джеймс написал ещё две книги на эту тему: «Дзен программирования» (978-0931137099) в 1988 году и « Компьютерные притчи: просвещение в информационную эпоху» (978-0931137136) в 1989 году.